# Kōtoku-in
Kōtoku-in (高徳院?) es un templo budista de la escuela de la Tierra Pura, localizado en la ciudad de Kamakura, en la prefectura de Kanagawa, Japón.

Gran Buda de Katakuin

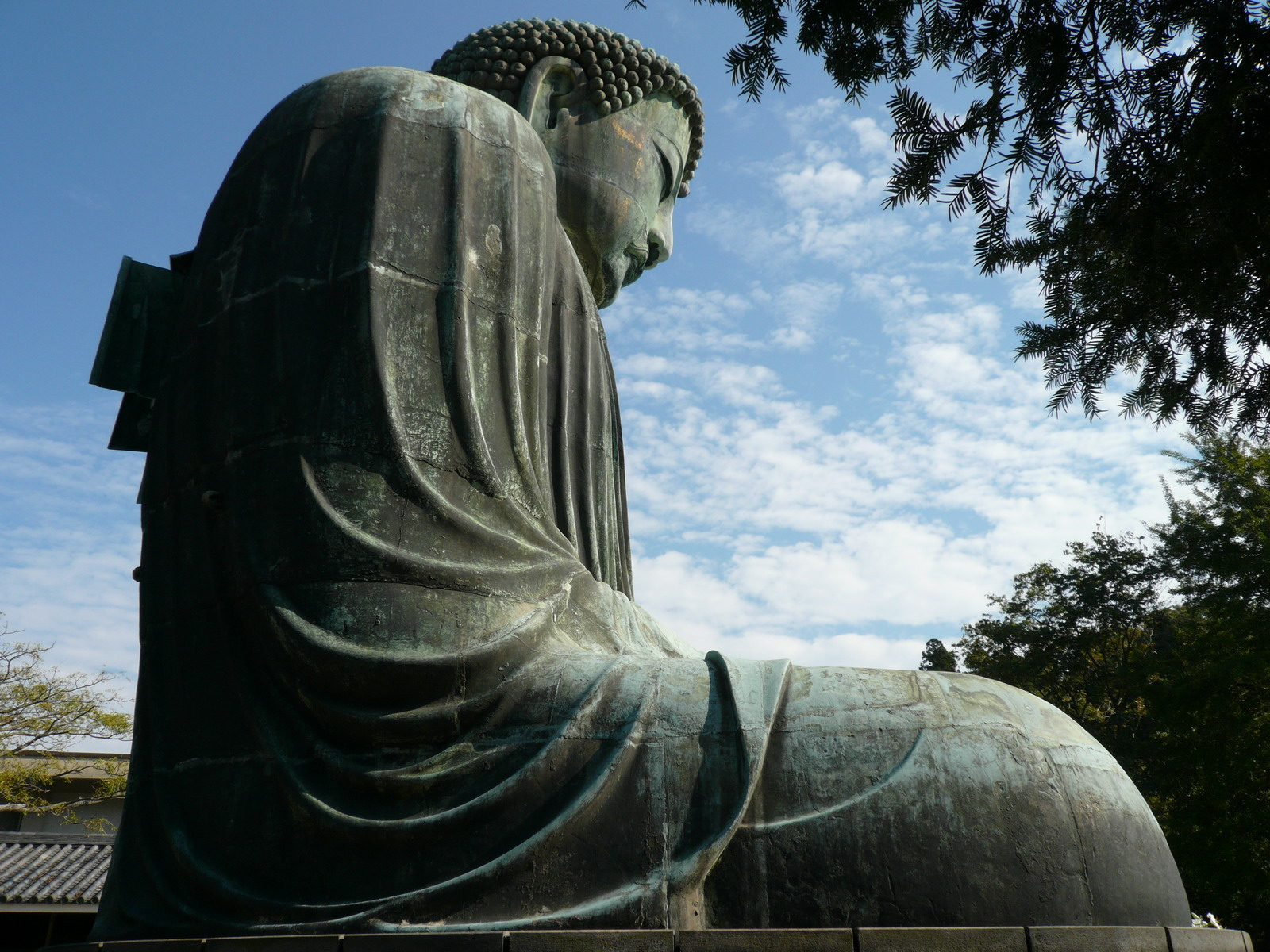
Gran Buda de Kamakura

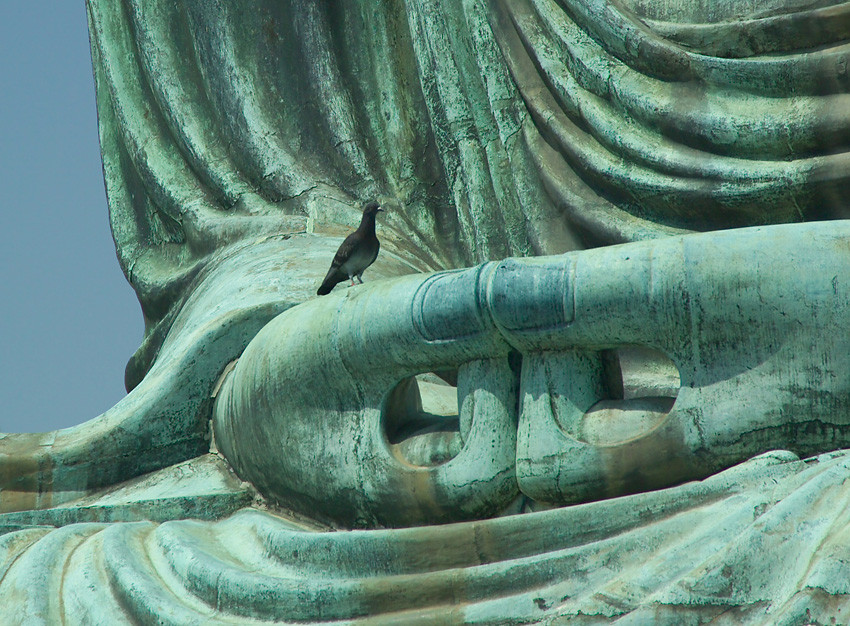
Sus manos en posición de meditación

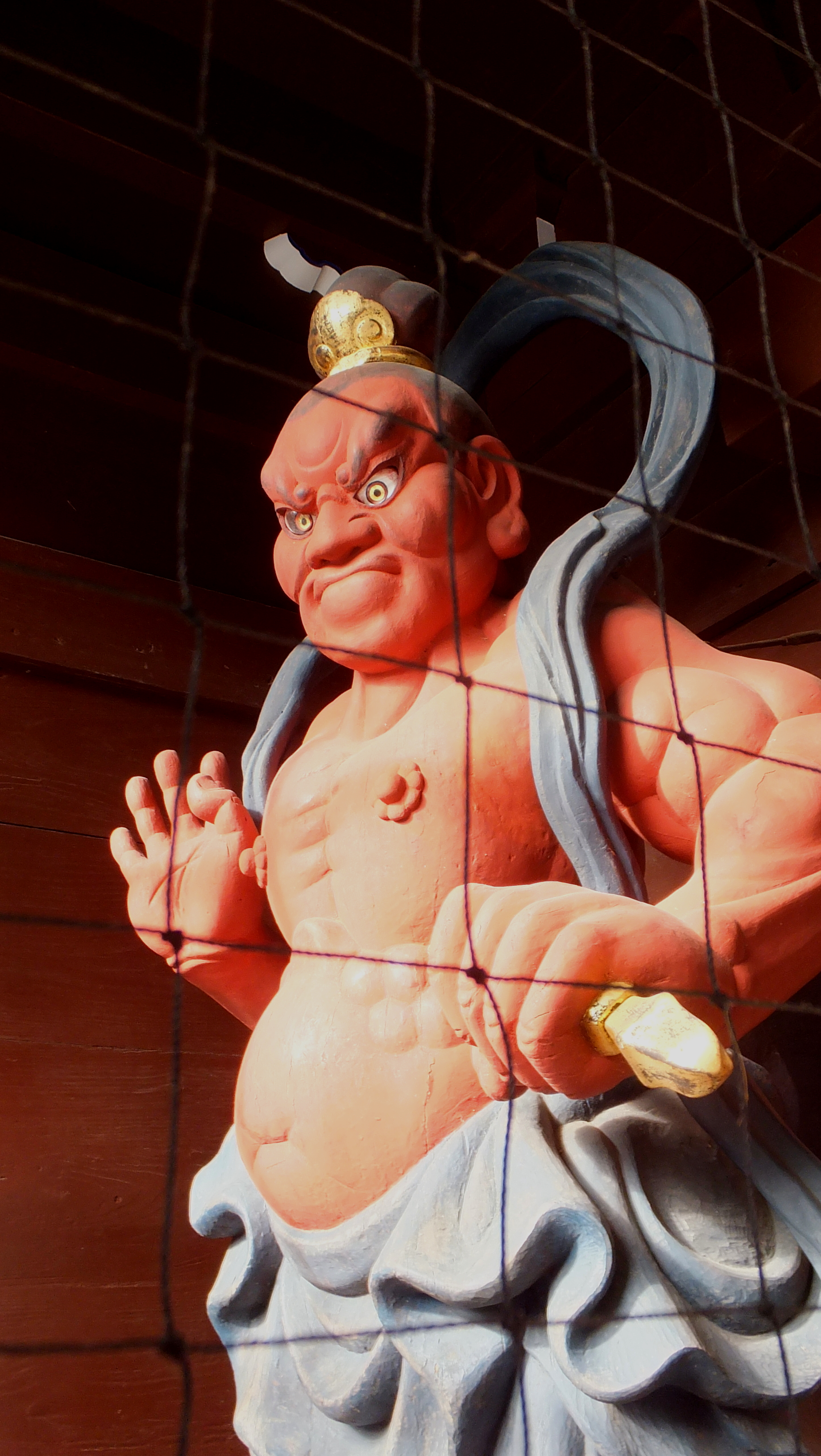
Uno de los dos Niō dentro del arco principal

El templo es conocido por el Gran Buda (大仏 daibutsu?), una estatua de bronce del  Buda Amida que es uno de los íconos más famosos de Japón. La estatua tiene 13,35 m de alto y pesa alrededor de 93 toneladas, lo cual la convierte en el segundo Buda más grande en Japón después del Buda de Tōdai-ji, en Nara.

## El Gran Buda
El gran Buda de Kamakura es una estatua monumental de bronce del  Buda Amida en el Templo de Kōtoku-in, en Kamakura, prefectura de Kanagawa, Japón.
Probablemente la estatua haya sido fabricada en 1252, en el período Kamakura, momento en el que los registros del templo indican la construcción de una estatua de bronce.
Este imponente monumento religioso testimonia también la persistencia humana frente a las adversidades de la naturaleza local a lo largo de los siglos. 
La actual estatua de bronce fue precedida por un Buda gigante de madera, completado en 1243 luego de diez años de labor continua, con fondos conseguidos por la señora Inadano-Tsubone y el sacerdote budista Jōkō de Tōtōmi. Como apenas cinco años después (1248) una tormenta dañó tanto la imagen de madera como el templo que la contenía, Jōkō sugirió la construcción de otra estatua, esta vez de bronce. Finalmente pudo conseguirse la enorme cantidad de fondos necesarios para el proyecto, que incluía un nuevo templo para alojar la imagen. La nueva estatua de bronce fue probablemente fundida por Ōno Gorōemon o bien Tanji Hisatomo, ambos importantes fundidores de esa era. En una época la estatua fue dorada y aún se pueden ver restos de lámina de oro cerca de las orejas. 
El templo de 1252 fue a su vez destruido ochenta años después durante una tormenta en 1334. Luego de su reconstrucción, el templo fue destruido por una nueva tormenta en 1369. Tras ser reconstruido una vez más, el último edificio que alojó la estatua permaneció unos ciento treinta años para ser finalmente barrido por el tsunami del 20 de septiembre de 1498, ocurrido durante el período Muromachi. Desde entonces el Gran Buda ha permanecido en un espacio abierto. 
Sin embargo, después de tantas vicisitudes no puede asegurarse del todo que la estatua actual sea la misma que de 1252, referida en los registros del templo.
En período reciente 1960-1961 se hicieron reparaciones, reforzando el cuello y tomándose medidas para prevenir nuevos daños por terremotos.
La imagen es hueca, con un par de ventanillas en su espalda para la ventilación. Los visitantes pueden entrar al interior por 50 yenes.
La estatua es designada como El Buda de Kamakura en varios versos del prefacio de los capítulos iniciales de Kim, una novela escrita por Rudyard Kipling y publicada en 1901.

### Detalles
- Peso: 93 toneladas
- Altura: 13,35 m
- Largo de cara: 2,35 m
- Largo de ojo: 1,0 m
- Largo de boca: 0,82 m
- Largo de oreja: 1,90 m
- Largo de rodilla a rodilla: 9,10 m
- Circunferencia del pulgar: 0,85 m